# Lupinus microcarpus
Lupinus microcarpus är en ärtväxtart som beskrevs av John Sims. Lupinus microcarpus ingår i släktet lupiner, och familjen ärtväxter. IUCN kategoriserar arten globalt som livskraftig. Inga underarter finns listade i Catalogue of Life.

## Bildgalleri

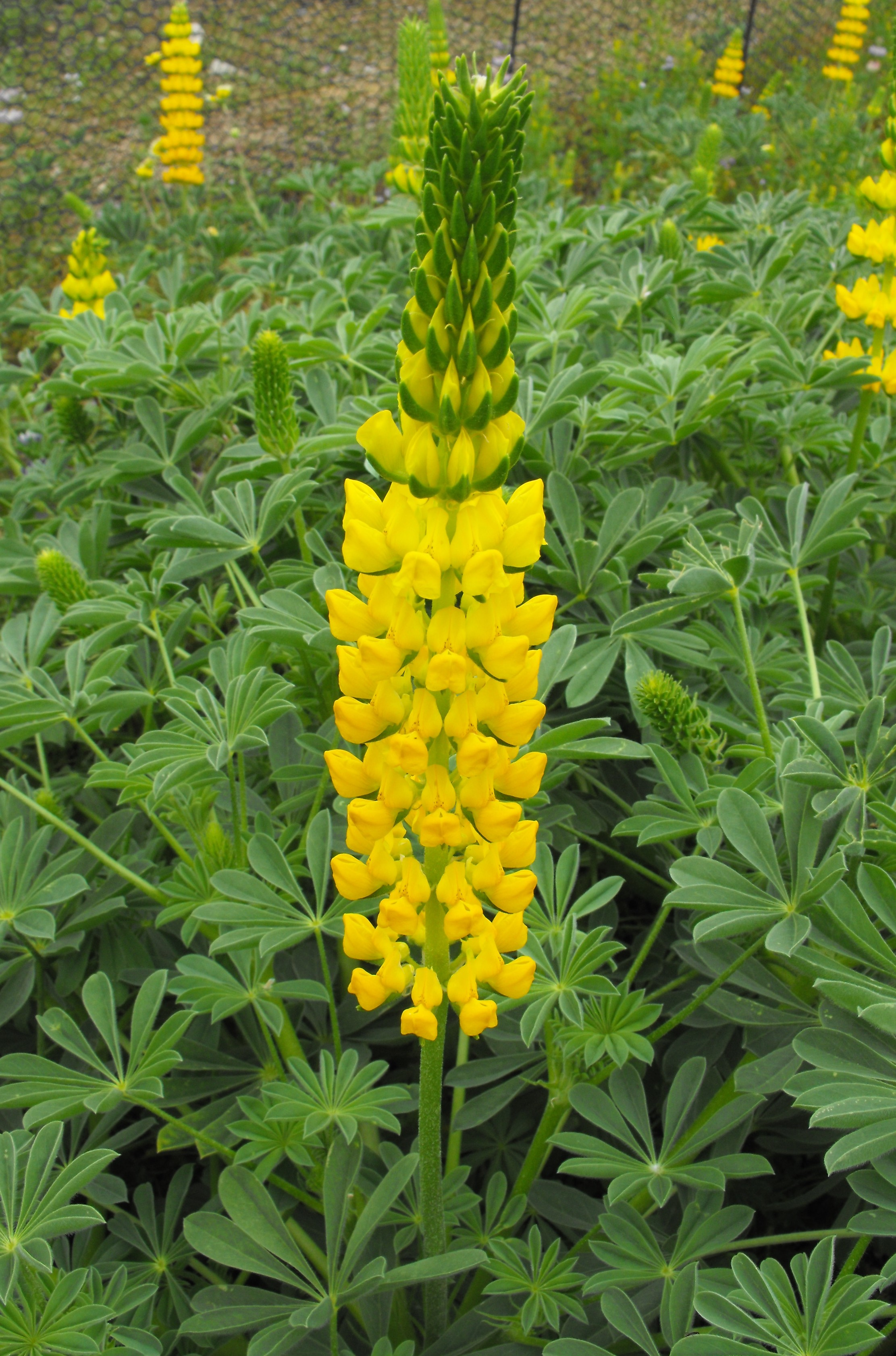
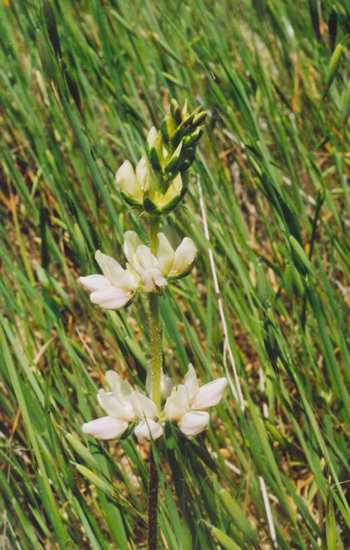